# Every Song Is a Cry for Love
Every Song Is a Cry for Love är en låt framförd av den irländska sångaren Brian Kennedy. Låten var Irlands bidrag i Eurovision Song Contest 2006 i Aten i Grekland. Låten är skriven av Kennedy själv.
Bidraget gick först vidare från semifinalen den 18 maj där det hamnade på nionde plats med 79 poäng. I finalen den 20 maj hade det startnummer 21, efter Kroatien och före Sverige, och slutade på tionde plats med 93 poäng.
Tionde platsen var Irlands bästa resultat sedan man kom sexa i tävlingen år 2000.